# Jürgen Bodenseer
Jürgen Bodenseer (* 8. Februar 1947 in Innsbruck) ist ein österreichischer Politiker (ÖVP), promovierter Jurist und Unternehmer. Er war Abgeordneter zum Tiroler Landtag und war Präsident der Wirtschaftskammer Tirol. Er war bis 25. April 2016 Obmann des Tiroler Wirtschaftsbundes.
Jürgen Bodenseer besuchte ab 1953 die Volksschule Wilten und wechselte 1957 an das Akademische Gymnasium, wo er 1965 maturierte. Danach studierte er von 1966 bis 1971 an der Universität Innsbruck. Bodenseer arbeitet seit seiner Studienzeit im elterlichen Handelsbetrieb. Er engagiert sich stark im Wirtschaftsbund und war von 1976 bis 1978 Landesvorsitzender der Jungen Wirtschaft. Von 1990 bis April 2016 war er Landesobmann des Tiroler Wirtschaftsbundes und seit 2003 Vizepräsident des Österreichischen Wirtschaftsbundes. Er ist seit 1994 im Aufsichtsrat des Messe und Kongresshauses Innsbruck sowie Präsidiumsmitglied. Seit 2006 ist er auch Präsident der Innsbrucker Messe und seit 1998 Honorarkonsul der Slowakischen Republik. Zwischen 2000 und 2005 war er Spartenobmann Handel in der Wirtschaftskammer Tirol, 2004 wurde er zum Präsidenten der Wirtschaftskammer Tirol gewählt.
Zwischen 1994 und 1999 vertrat er die ÖVP im Tiroler Landtag. 2003 zog er erneut in den Landtag ein, musste jedoch mit dem 31. Dezember 2005 sein Mandat zurücklegen, da nach dem Statut der Tiroler Volkspartei die Funktion eines Kammerpräsidenten mit einem Landtagsmandat unvereinbar ist. Am 25. April 2016 wurde er als Landesobmann des Tiroler Wirtschaftsbundes in Igls abgewählt. Mit 55 % der abgegebenen Stimmen wurde Franz Hörl zu seinem Nachfolger gewählt. 
Im Jahr 2012 machte er von sich reden als Bodenseer über eine Wiedereinführung der Todesstrafe nachdachte. Eine Haltung, die er nachher wieder aufgab.
Als Geschäftsführer der Innsbrucker Messehalle weigerte sich Jürgen Bodenseer, trotz eindringlicher Bitte der Bürgermeisterin, einen Mietvertrag mit der rechtsextremen Deutsche Burschenschaft (DB) zu kündigen.
Bodenseer ist verheiratet und hat sechs Kinder. Er war zwischen 1996 und 1997 Präsident des FC Tirol Innsbruck. Weiters gilt er als Autor der in der Tiroler Tageszeitung erscheinenden Kolumne „Der Rabe“.